# Valutazione di impatto generazionale
La Valutazione di impatto generazionale (VIG) è uno strumento di analisi e programmazione delle politiche pubbliche concepito in Italia per misurare e anticipare gli effetti che normative, investimenti e interventi pubblici possono avere sulla condizione delle giovani generazioni. In particolare, si concentra su misure che incidono direttamente o indirettamente sulla fascia di età tra i 14 e i 35 anni. 
L'obiettivo è identificare le politiche che direttamente impattano sui giovani o potenzialmente potrebbero farlo, promuovendo così l’equità intergenerazionale e contrastando il divario generazionale attraverso l’introduzione di un modello di valutazione evidence-based nel ciclo delle politiche pubbliche, coerente con i principi dell’European Better Regulationpromossi a livello europeo e lo Youth Check. 
Nell’ambito della Valutazione di Impatto Generazionale, l’inclusione delle giovani generazioni nella fase di valutazione delle misure classificate come generazionali o potenzialmente tali è considerata imprescindibile. In linea con la Better Regulation Agenda della Commissione europea, e in particolare con gli Strumenti 20 (previsione strategica), 29 (diritti fondamentali e uguaglianza) e 31 (istruzione, formazione, cultura e gioventù), la consultazione dei giovani contribuisce a rafforzare la legittimità democratica e l’efficacia delle politiche pubbliche. Un primo passo per l’amministrazione che intende avviare lo Youth check è quello di procedere alla mappatura delle organizzazioni giovanili rilevanti che essendo delle entità democraticamente elette e guidate dai giovani, sono considerate come entità rappresentative. In questo ambito l'European Youth Forum ha delineato i passaggi per una corretta partecipazione dei giovani, tramite apposita consultazione.

## Origini
La Valutazione di Impatto Generazionale nasce in risposta a un contesto demografico e politico segnato da un progressivo invecchiamento della popolazione, che ha determinato un indebolimento della rappresentanza giovanile nei processi decisionali, aggravando uno squilibrio generazionale già esistente. Questo divario generazionale si manifesta nella crescente difficoltà dei giovani nel raggiungere tappe fondamentali della vita, come l’accesso a una casa autonoma, un lavoro dignitoso e la genitorialità responsabile. Tali difficoltà si riflettono in fenomeni quali l’alto numero di Neet, il ritardo nell’abbandono della casa dei genitori, la riduzione del tasso di fecondità e la “fuga di cervelli”, con conseguenze negative per lo sviluppo sociale ed economico del Paese.
Uno dei primi esempi strutturati di valutazione di impatto generazionale risale al 2008 con l’introduzione del Kind- en Jongereneffectrapport (JoKER) nella comunità fiamminga del Belgio. Questa valutazione ex ante dei disegni di legge prevede che ogniqualvolta un ministro presenti un decreto potenzialmente in grado di influenzare gli interessi dei cittadini under 25, è obbligato ad allegare il cosiddetto Rapporto JoKER. Esso deve presentare un’analisi dettagliata delle seguenti questioni: una descrizione dell’impatto della decisione proposta sulla situazione del bambino o del giovane; le implicazioni in caso di mancata attuazione della stessa; possibili alternative e misure per mitigare conseguenze negative significative.
In Austria, dal 2013 è attivo il Jugend-Check, che valuta l’impatto delle proposte normative sui giovani fino a 30 anni. L’analisi copre nove dimensioni, tra cui salute, istruzione, finanze pubbliche, ambiente e parità di genere, e prevede una valutazione ex post dopo cinque anni. A differenza del modello fiammingo, include il coinvolgimento diretto del Bundes Jugendvertretung, organismo composto da rappresentanze giovanili, studentesche e di minoranze.
In Germania, il Kompetenzzentrum Jugend-Check (KomJC) applica dal 2017 una valutazione ex ante degli effetti delle proposte legislative sui giovani tra i 12 e i 27 anni. Il meccanismo è gestito da un ente indipendente, l’Istituto Tedesco di Ricerca per l’Amministrazione Pubblica (FÖV), con fondi pubblici, ed è parte integrante della Strategia Giovanile del governo federale. Ad oggi ha analizzato oltre 500 proposte legislative e pubblicato più di 120 Jugend-Checks. Il processo coinvolge anche una consultazione interministeriale e il Ministero federale per la Gioventù.
A partire dal 2022 emerge la necessità di adottare un approccio strutturato alla valutazione delle politiche giovanili, ispirato al principio dello youth mainstreaming, ovvero l'integrazione trasversale della dimensione giovanile in tutte le fasi del ciclo delle politiche pubbliche. L’approccio trova una sua formulazione avanzata nello Youth Check, uno strumento sistematico finalizzato a valutare l’impatto delle politiche europee sui giovani, e riconosciuto dalla Commissione Europea quale parte integrante del processo di Youth Dialogue. Lo Youth Check si compone di quattro fasi principali: valutazione della pertinenza, consultazioni giovanili, valutazione d’impatto e controllo.
In linea con lo youth mainstreaming e con la Strategia dell’UE per la Gioventù 2019–2027, il Comitato economico e sociale europeo (CESE), nel parere SOC/728 del 2022 intitolato “Valutazione d’impatto dell’UE dal punto di vista dei giovani”, ha auspicato l’introduzione dello Youth Test dell’UE come parte integrante del pacchetto di strumenti per Legiferare meglio. Nel 2023, in un secondo parere SOC/759, intitolato “Cooperazione nel settore della gioventù”, ha ribadito l’importanza di tenere conto della dimensione giovanile anche in ambiti non tradizionalmente associati alle politiche giovanili, come l’economia, l’ambiente, l’abitare e la transizione digitale.
Il contesto di riferimento europeo per questi processi è la Better Regulation Agenda della Commissione europea, che mette a disposizione diversi strumenti di valutazione strategica, tra cui lo Strategic Foresight per la previsione degli impatti futuri, e strumenti specifici dedicati ai diritti fondamentali, all’uguaglianza, all’istruzione, alla formazione, alla cultura e alla gioventù.
In Italia, il primo passo verso l’istituzionalizzazione dello Youth Check è stato compiuto nel 2021 con l’istituzione del Comitato per la Valutazione dell’Impatto Generazionale delle Politiche Pubbliche (COVIGE) presso la Presidenza del Consiglio dei Ministri con il decreto del 3 giugno 2021 (successivamente integrato con i DM 15 luglio 2021, 6 ottobre 2021 e 23 giugno 2022).
Il COVIGE ha avuto il compito di definire la metodologia e gli strumenti per valutare sistematicamente gli effetti diretti e indiretti delle politiche pubbliche sulla popolazione giovane, identificata in una fascia d’età compresa tra i 14 e i 35 anni. 
Le attività del Comitato si sono articolate lungo più assi: l’identificazione delle misure generazionali e potenzialmente generazionali e la definizione delle aree di impatto e hanno condotto all’emanazione con DM dell’8 luglio 2022 delle Linee Guida per la valutazione dell’impatto generazionale delle politiche pubbliche.

## I primi studi sulla VIG in Italia
In Italia, i primi studi e le sperimentazioni relativi all'applicazione della Valutazione di Impatto Generazionale alle politiche pubbliche sono stati avviati dalla Fondazione per la Ricerca Economica e Sociale ETS, già nota come Fondazione Bruno Visentini. Le attività iniziali hanno riguardato la mappatura delle misure rivolte alle giovani generazioni documentata nel rapporto Il divario generazionale tra conflitti e solidarietà (2017).
Successivamente, la Fondazione ha elaborato una metodologia specifica per la VIG e ne ha sperimentato l’applicazione a singoli provvedimenti normativi, come descritto nel rapporto Il divario generazionale attraverso la pandemia, la ripresa e la resilienza (2021).
Nel biennio seguente, sono state formulate raccomandazioni per l’introduzione sistematica della VIG nel processo di valutazione delle politiche pubbliche italiane espresse nei rapporti La Generazione Z e la permacrisi (2022) e Le politiche pubbliche alla prova della VIG (2023).
La base teorica è stata fornita da numerosi studi seminali di Luciano Monti, docente di Politiche dell’Unione europea alla Luiss Guido Carli relativi alla definizione delle misure generazionali, delle misure potenzialmente tali e delle misure antigenerazionali e al loro impatto economico.

## Applicazioni regionali e comunali della VIG
La VIG è destinata in particolare agli enti territoriali più vicini ai cittadini, ovvero le regioni e, in modo ancora più specifico, i comuni. 
Nel 2023 la Regione Emilia-Romagna ha sperimentato la VIG nell’ambito del progetto SAF-ER, applicandola ai Programmi regionali 2021–2027 cofinanziati dal Fondo Sociale Europeo Plus e dal Fondo Europeo di Sviluppo Regionale. L’esperienza ha rappresentato il primo tentativo di utilizzo sistemico della VIG a livello regionale e in ambito europeo, contribuendo a definire un modello esportabile in altri contesti. 
Le prime applicazioni operative si registrano a livello comunale. Il Comune di Parma è stato il primo ad applicare le Linee guida al proprio Documento Unico di Programmazione (DUP) 2023-2025, individuando con precisione le misure generazionali e potenzialmente generazionali presenti nei propri atti programmatori. L’amministrazione ha avviato un processo di mappatura delle misure pubbliche, classificandole secondo le categorie definite dal COVIGE e predisponendo la prima Relazione annuale sulla VIG, nella quale sono state presentate le prime evidenze di monitoraggio su interventi generazionali e potenzialmente generazionali.
Nel caso del Comune di Bologna, l’adozione della Valutazione di Impatto Generazionale ha seguito un percorso articolato e progressivo, ispirato anch’esso alle Linee guida elaborate dal COVIGE. Dopo un primo Ordine del giorno approvato il 23 dicembre 2022, con cui il Consiglio comunale ha invitato il Sindaco e la Giunta a istituire un bilancio intergenerazionale, l’amministrazione ha avviato un processo di analisi delle missioni del DUP 2023–2025, utilizzando i criteri COVIGE per una prima classificazione ex post delle misure.
Il CESE, nel parere SOC/759, ha anche riconosciuto l’importanza delle prime applicazioni della VIG in Italia, inserite nel più ampio contesto della strategia NextGenerationEU e dell’indice di divario generazionale, inserito tra le buone pratiche emergenti a livello europeo, e considerato un riferimento utile per sviluppare un futuro Youth Test nazionale.
Nel medesimo parere, ha sottolineato l’esigenza di disporre di dati disaggregati, comparabili e aggiornati a livello nazionale ed europeo. In questo contesto, le attività promosse in Italia da soggetti come la Fondazione per la Ricerca Economica e Sociale ETS sono state riconosciute come esempi rilevanti di innovazione metodologica, capaci di alimentare una strategia strutturata di giustizia intergenerazionale.